# Drew McMaster
Drew McMaster (eigentlich Andrew Emlyn „Drew“ McMaster; * 10. Mai 1957 in Edinburgh, Schottland) ist ein ehemaliger britischer Sprinter.
Bei den Commonwealth Games 1978 in Edmonton siegte er mit der schottischen Mannschaft in der 4-mal-100-Meter-Staffel.
1980 erreichte er bei den Olympischen Spielen in Moskau über 100 Meter das Viertelfinale und kam mit der britischen 4-mal-100-Meter-Stafette auf den vierten Platz.
Bei den Commonwealth Games 1982 in Brisbane wurde er Siebter über 100 Meter und gewann mit der schottischen 4-mal-100-Meter-Stafette Bronze.
Zweimal wurde er Schottischer Meister über 100 Meter (1981, 1982) und dreimal über 200 Meter (1976–1978).
1995 gab er Doping mit Anabolika zu. 2015 beschuldigte er den Olympiasieger von 1980 Allan Wells des Dopings.

## Bestzeiten
- 100 m: 10,34 s, 9. Juli 1983, Antrim (handgestoppt: 10,2 s, 29. Juni 1980, Porsgrunn)
- 200 m: 20,77 s, 9. Juli 1983, Antrim (handgestoppt: 20,7 s, 16. August 1980, Edinburgh)